# Tina Fey
Tina Fey (ur. 18 maja 1970 w Upper Darby w stanie Pensylwania) – amerykańska aktorka i scenarzystka, trzykrotnie nagrodzona Złotym Globem za serial Rockefeller Plaza 30.
Z uwagi na jej fizyczne podobieństwo do republikańskiej kandydatki na wiceprezydenta USA Sary Palin, Fey często parodiowała ją w telewizyjnych programach rozrywkowych.

## Filmografia
- 2004: Wredne dziewczyny jako panna Sharon Norbury
- 2006–2013: Rockefeller Plaza 30 (serial TV) jako Liz Lemon
- 2008: Mama do wynajęcia jako Katherine „Kate” Holbrook
- 2010: Nocna randka jako Claire Foster
- 2014: Muppety: Poza prawem jako Nadia
- 2014: Powiedzmy sobie wszystko jako Wendy Altman
- 2016: Whiskey, Tango, Foxtrot jako Kim Baker
- 2017–2018: Great News (serial TV) jako Diana St. Tropez
- 2021– : Zbrodnie po sąsiedzku (serial TV) jako Cinda Canning[1]

## Nagrody
- Złoty Glob
  - Najlepsza aktorka w serialu komediowym: 2008 Rockefeller Plaza 30
  - 2009 Rockefeller Plaza 30
- Złoty Glob Najlepszy serial komediowy lub musical: 2009 Rockefeller Plaza 30